# Aeroport Internacional de Tozeur
L'Aeroport Internacional de Tozeur o L'Aeroport Internacional de Tozeur-Nefta és un aeroport internacional de Tunísia, a uns 4 km de la ciutat de Tozeur i que serveix també per la veïna Nefta, avui llocs de turisme al país.
El seu codi internacional és TOE. El seu trànsit el 2006 fou de 3.943 avions i 86.220 passatgers. En aquest aeroport hi ha des de fa anys uns avions iraquians que van fugir d'Iraq durant la guerra del Golf (1992) per evitar ser destruïts i mai han estat retornats.
Està administrat per l'Oficina de Ports Aeris de Tunísia (OPAT, del 1970 al 1998 Oficina de l'Aviació Civil i dels Aeroports, OACA) que depèn del Ministeri de Transports de Tunísia.